# Sandra Torres (atleta)
Sandra Edith Torres Álvarez (La Falda, Córdoba, 21 de diciembre de 1974) es una corredora de larga distancia argentina. Torres es la única atleta en ganar en 4 ocasiones el maratón de Buenos Aires (ediciones de 1999, 2001 y 2006) y representó a la Argentina en la maratón de los Juegos Olímpicos de 2004 en Atenas, Grecia.

## Logros personales
| 1999 | Maratón de Buenos Aires | Buenos Aires, Argentina | 1°  | Maratón | 2:47:36 |
| 2001 | Maratón de Buenos Aires | Buenos Aires, Argentina | 1°  | Maratón | 2:51:11 |
| 2004 | Juegos Olímpicos        | Atenas, Grecia          | 55° | Maratón | 2:54:48 |
| 2006 | Maratón de Buenos Aires | Buenos Aires, Argentina | 1°  | Maratón | 2:49:04 |
| 2008 | Maratón de Buenos Aires | Buenos Aires, Argentina | 1°  | Maratón | 2:48:04 |